# Kha Hoa
Kha Hoa (19 tháng 12 năm 1915 – 1 tháng 1 năm 2019) là nhà ngoại giao người Trung Quốc. Ông là Đại sứ Trung Quốc tại Guinée từ năm 1960 đến năm 1964, Đại sứ Trung Quốc tại Ghana từ năm 1972 đến năm 1974, Đại sứ Trung Quốc tại Philippines từ năm 1975 đến năm 1978 và Đại sứ Trung Quốc tại Vương quốc Anh từ năm 1978 đến năm 1983.

## Tiểu sử
Kha Hoa tên thật là Lâm Đức Thường sinh ngày 19 tháng 12 năm 1915 tại trấn Lý Hồ, huyện Phổ Ninh, tỉnh Quảng Đông.
Năm 1935, ông vào Đại học Yên Kinh, trong những ngày ở trường, ông tham gia Phong trào ngày 9 tháng 12. Tháng 4 năm 1937, Kha Hoa thăm Diên An, nơi ông có cơ hội được gặp Mao Trạch Đông. Tháng 11 năm 1937, ông đến Lâm Phần, tỉnh Sơn Tây để tham gia Bát lộ quân.
Năm 1949, sau khi thành lập Nhà nước Cộng sản, ông trở thành Phó Bí thư Thành ủy Tây An, tỉnh Thiểm Tây. Tháng 12 năm 1954, ông được chuyển đến Bắc Kinh, thủ đô của Trung Quốc, nơi ông được bổ nhiệm làm Vụ trưởng Vụ Lễ tân, Bộ Ngoại giao. Tháng 3 năm 1960, ông được bổ nhiệm làm Đại sứ Trung Quốc tại Guinée, một vị trí ông giữ đến tháng 5 năm 1964. Sau đó, ông liên tục giữ chức Đại sứ Trung Quốc tại Ghana từ năm 1972 đến năm 1974, Đại sứ Trung Quốc tại Philippines từ năm 1975 đến năm 1978 và Đại sứ Trung Quốc tại Vương quốc Anh từ năm 1978 đến năm 1983. Kha Hoa trở về Trung Quốc năm 1983 và cùng năm đó, ông được bổ nhiệm làm cố vấn Văn phòng Các vấn đề Hồng Kông và Ma Cao của Quốc vụ viện.
Kha Hoa tham gia các cuộc đàm phán giai đoạn đầu của Trung Quốc và Anh về tương lai của Hồng Kông vào đầu những năm 1980. Năm 1988, ông trở thành Ủy viên Thường vụ Chính hiệp toàn quốc khóa VII. Năm 1995, ông nghỉ hưu. Ngày 1 tháng 1 năm 2019, ông qua đời vì bệnh tại Bắc Kinh, ở tuổi 103.

## Đời sống cá nhân
Kha Hoa kết hôn với Trương Minh, đôi vợ chồng có ba con gái. Kha Linh Linh, con gái út của Kha Hoa, là vợ đầu tiên của Tập Cận Bình. Cuộc hôn nhân của Tập Cận Bình và Kha Linh Linh kéo dài 3 năm và kết thúc năm 1982. Sau đó, Kha Linh Linh chuyển đến Anh.